# Matias Varela
Louis Matias Karl Padin Varela, född 23 juni 1980 i Katarina församling i Stockholm, är en svensk-spansk skådespelare av galicisk härkomst. 
Varela spelade 2000–2001 Miguel "Mischa" Zantos i TV4:s Nya tider. Han gjorde stor comeback efter 10 år borta från skådespeleriet i rollen som Jorge Salinas Barrio i Snabba Cash och återkom i den hyllade rollen i uppföljarna  Snabba Cash II och  Snabba Cash – Livet deluxe . Han blev nominerad till Guldbaggen för sina insatser i de två sista filmerna i Snabba Cash-trilogin. I Arne Dahl-filmerna spelar han Jorge Chavez. Under 2013 var han med i tredje säsongen av TV-serien The Borgias, där han spelade rollen som Ferdinand II av Neapel. Efter detta satte hans internationella karriär fart med roller i Point Break samt Assassin's Creed.
Matias Varela var värd för Sommar i P1 den 29 juni 2016.
Matias Varela spelar en av huvudrollerna Jorge Salcedo i säsong tre av Netflix-serien Narcos. Detta kom att bli hans internationella genombrott efter den hyllade gestaltningen av Calikartellens säkerhetschef.
Matias Varela spelar Peder Rooth i Fartblinda samt fotografen Johan Persson i 438 dagar. Han nominerades för Guldbaggen en tredje gång för sin insats i  438 dagar. Han nominerades till Kristallen för sitt arbete i Fartblinda. 
Matias Varela spelar en av rollerna i Ridley Scotts HBO-serie Raised by Wolves. Serien är en sci-fi-högbudgetproduktion vars första säsong sändes 2020. Säsong två började spelas in i början av 2021 och sändes under början av 2022.

## Filmografi (urval)
- 2000–2001 – Nya Tider
- 2004 – Fröken Sverige
- 2005 – Storm
- 2005 – Stockholm Boogie
- 2010 – Snabba Cash
- 2011 – Arne Dahl: Misterioso
- 2012 – Arne Dahl: Ont blod
- 2012 – Arne Dahl: Upp till toppen av berget
- 2012 – Arne Dahl: De största vatten
- 2012 – Arne Dahl: Europa Blues
- 2012 – En gång i Phuket
- 2012 – Snabba Cash II
- 2012 – Player
- 2013 – Snabba Cash – Livet deluxe
- 2014 – Ettor och nollor (TV-serie)
- 2015 – Point Break
- 2015 – Boys (TV-serie)
- 2016 – Assassin's Creed
- 2017 – Narcos (TV-serie)
- 2019 – 438 dagar
- 2019 – Fartblinda (TV-serie)
- 2020 – Raised by Wolves (TV-serie)
- 2024 – Stockholm Bloodbath